# Бешикташ
 Тази статия е за градския район на Истанбул, Турция.  За футболният клуб вижте Бешикташ (футболен клуб).  
Бешикташ (на турски: Beşiktaş; произнасяно beˈʃictaʃ) е околия и община (градски район) на Истанбул, Турция. Разположен е по европейския бряг на Босфора. Граничи от север с околиите на Саръйер и Шишли, на запад с Кааътхане и Шишли, на юг с Бейоулу, а от изток остава Босфора. На отсрещния бряг на Босфора е градски район Юскюдар.
Градският район обхваща голяма част от старата част на Истанбул с множество градски забележителности, от двореца „Долмабахче“ на юг до квартал Бебек в северната част.

## Образование
Истанбулското японско училище е разположено в квартал Етилер.

## Квартали
Район Бешикташ включва 23 квартала:
- Аббасага
- Акатлар
- Арнавуткьой
- Балмумджу
- Бебек
- Вишнезаде
- Гайреттепе
- Джиханнюма
- Дикилиташ
- Етилер
- Йълдъз
- Конаклар
- Куручешме
- Кюлтюр
- Левент
- Левазим
- Меджидийе
- Мурадийе
- Ниспетийе
- Ортакьой
- Синанпаша
- Тюркали